# Рената Кохта
Рената Кохта (нім. Renata Kochta; нар. 14 квітня 1973) — колишня німецька тенісистка.
Найвищу одиночну позицію світового рейтингу — 301 місце досягла 8 лютого 1993, парну — 137 місце — 29 березня 1993 року.

## Фінали ITF

### Одиночний розряд: 5 (1–4)
| Результат | Ранг | Дата           | Турнір                    | Покриття | Суперниця          | Рахунок       |
| --------- | ---- | -------------- | ------------------------- | -------- | ------------------ | ------------- |
| Перемога  | 1.   | 17 серпня 1992 | Кайзерслаутерн, Німеччина | Ґрунт    | Emanuela Sangiorgi | 4–6, 6–0, 6–3 |
| Поразка   | 1.   | 31 серпня 1992 | Бад-Наугайм, Німеччина    | Ґрунт    | Алена Гаврлікова   | 6–3, 2–6, 4–6 |
| Поразка   | 2.   | 27 червня 1993 | Загреб, Хорватія          | Ґрунт    | Сільвія Плішке     | 3–6, 0–6      |
| Поразка   | 3.   | 20 червня 1994 | Загреб, Хорватія          | Ґрунт    | Івона Хорват       | 3–6, 6–2, 1–6 |
| Поразка   | 4.   | 16 жовтня 1995 | Лангенталь, Швейцарія     | Килим    | Яна Мацурова       | 4–6, 6–7(3)   |

### Парний розряд: 6 (4–2)
| Результат | Ранг | Дата           | Турнір                 | Покриття  | Партнерка        | Суперниці                             | Рахунок       |
| --------- | ---- | -------------- | ---------------------- | --------- | ---------------- | ------------------------------------- | ------------- |
| Поразка   | 1.   | 8 серпня 1988  | Коксейде, Бельгія      | Ґрунт     | Хагіт Охайон     | Ілана Бергер Anat Varon               | 2–6, 6–1, 2–6 |
| Перемога  | 1.   | 15 червня 1992 | Марибор, Словенія      | Ґрунт     | Павліна Райзлова | Тіна Кріжан Карин Лушниць             | 2–6, 6–4, 6–4 |
| Поразка   | 2.   | 10 серпня 1992 | Мюнхен, Німеччина      | Ґрунт (O) | Кароліна Шнайдер | Івона Хорват Хрістіна Захаріду        | 4–6, 6–3, 2–6 |
| Перемога  | 2.   | 29 серпня 1994 | Бад-Наугайм, Німеччина | Ґрунт     | Алена Вашкова    | Євгенія Куликовська Наталія Немчинова | 6–3, 1–6, 6–4 |
| Перемога  | 3.   | 20 лютого 1995 | Carvoeiro, Португалія  | Тверде    | Мартіна Павлік   | Катя Альтілія Паула Ерміда            | 7–5, 6–4      |
| Перемога  | 4.   | 3 вересня 1995 | Бад-Наугайм, Німеччина | Ґрунт     | Павліна Нола     | Домініка Горецька Петра Плачкова      | 7–6, 6–2      |